# Warcz czarnołapy
Warcz czarnołapy, warcz (Bdeogale nigripes) – gatunek drapieżnego ssaka z podrodziny Herpestinae w obrębie rodziny mangustowatych (Herpestidae).

## Taksonomia
Gatunek po raz pierwszy zgodnie z zasadami nazewnictwa binominalnego opisał w 1855 roku francuski zoolog Jacques Pucheran, nadając mu nazwę Bdeogale nigripes. Holotyp pochodził z Gabonu. 
Niektórzy autorzy uważają B. nigripes za jeden gatunek z B. jacksoni, ale inni sądzą, że istnieją wystarczające różnice w budowie skóry i czaszki, aby uznać je za odrębne gatunki. Autorzy Illustrated Checklist of the Mammals of the World uznają ten gatunek za monotypowy.

### Etymologia
- Bdeogale: gr. βδεέιν bdeēin „śmierdzieć”; γαλεή galeē lub γαλή galē „łasica”[7].
- nigripes: łac. niger „czarny”; pes, pedis „stopa”, od gr. πους pous, ποδος podos „stopa”[8].

## Zasięg występowania
Warcz czarnołapy występuje w południowo-wschodniej Nigerii, Kamerunie, Republice Środkowoafrykańskiej, Demokratycznej Republice Konga, Gwinei Równikowej, Gabonie i Kongu. Raportowany również z Angoli, ale jest to odrzucane przez niektórych autorów.

## Morfologia
Długość ciała (bez ogona) samic 45–65 cm, samców 46–63 cm, długość ogona samic 29–40 cm, samców 30–38,5 cm, długość ucha samic 3,3–3,7 cm, samców 3–3,9 cm, długość tylnej stopy samic 9,4–11,3 cm, samców 9,4–11,5 cm; masa ciała 2–4,8 kg. Sierść o grubym i długim futrze, zwykle koloru szarego lub brązowego, kończyny zwykle czarne. Ogon na końcu jaśniejszy. Głowa o dużych oczach. Łapy wyposażone w niewysuwane pazury. Wokół odbytu występują gruczoły analne. Uzębienie mniej wyspecjalizowane niż u bardziej mięsożernych mangustowatych. 

## Ekologia
Zamieszkuje gęste zarośla w tropikalnych lasach, często widywany w pobliżu rzek.
Warcz prowadzi głównie nocny i naziemny tryb życia. No ogół dorosłe osobniki żyją samotnie, choć widywane są w parach. Pomimo ich samotniczego trybu życia, w niewoli mogą być trzymane w parach, gdzie nie przejawiają wobec siebie wrogości.
Niewiele wiadomo o rozrodzie warczów. Sezon rozrodczy trwa od listopada do stycznia. Samica rodzi jedno młode. Nic nie wiadomo na temat wychowania i dojrzałości płciowej młodych warczów. Żyje do 15,8.
Głównym pożywieniem tego ssaka są owady: termity, mrówki i chrząszcze. Pokarm uzupełnia jedząc węże, małe ssaki, płazy i padlinę.

## Znaczenie
Niewiele wiadomo na temat drapieżników polujących na warcza. Czasami polują na niego ludzie i najpewniej więksi od niego mięsożercy.

## Zagrożenie i ochrona
W Czerwonej księdze gatunków zagrożonych Międzynarodowej Unii Ochrony Przyrody i Jej Zasobów został zaliczony do kategorii LC (niższego ryzyka). Nie ma większych zagrożeń dla populacji tego gatunku.